# 福島ファイナンシャルプランナーズ
福島ファイナンシャルプランナーズ株式会社（ふくしまファイナンシャルプランナーズ）は、日本の保険代理店である。

## 概要
1998年に柳原保険事務所（当時）として誕生。コンサルティングセールスを主体とした営業手法を採用している。
2008年の設立と同時に住まいと保険と資産管理の出先として、「住まいと保険と資産管理 郡山フェスタ店」をオープン。後に「住まいと保険と資産管理 イオンタウン郡山店」「イオン福島店」「アピタ会津若松店（当時）」をオープン。
その後住まいと保険と資産管理の一員だったが提携を解消し、2018年3月付けで店舗の屋号をオリジナルブランドの「みんなの保険屋さん」とした。

## 沿革
特記のないものについては公式ウェブサイト内「沿革」項による。
- 1998年（平成10年）4月 - セゾン生命保険株式会社（現ジブラルタ生命保険株式会社）にて生命保険販売業務に携わる。併せて同時期に個人代理店・柳原英樹保険事務所にて損害保険の取り扱いをはじめる。
- 2008年（平成20年）1月 - 同社設立し株式会社住まいと保険と資産管理（東京都千代田区）との提携により「住まいと保険と資産管理 郡山フェスタ店」を出店。
- 2011年（平成23年）2月 - イオンタウン郡山店オープン。
- 2013年（平成25年）7月 - 福島西店オープン。
- 2016年（平成28年）3月 - 福島西店より、イオン福島店へ移転オープン。
- 2016年（平成28年）9月 - 郡山フェスタ店リニューアルオープン。
- 2017年（平成29年）3月 - ドン・キホーテ会津若松店（旧アピタ会津若松店）オープン。
- 2018年（平成30年）3月 - 10周年を期に店舗の屋号をみんなの保険屋さんに変更。株式会社アドバンスクリエイトとの提携により保険市場の協力店となる。 住まいと保険と資産管理の協力店となる。
- 2019年（平成31年）1月 - セゾン自動車火災保険の取扱を開始。
- 2019年（平成31年）2月 - イオンタウン郡山店リニューアルオープン。
- 2019年（令和元年）8月 - 株式会社LHLとの提携により保険相談ニアエルの協力店となる。
- 2019年（令和元年）9月 - 社内向け書庫として「みんホケ図書館」を開設し、業務や自己啓発に役立つ書籍購入を行い貸し出しを始める。
- 2019年（令和元年）9月 - 地域貢献の一環として郡山市「すこやか子育て基金」[2][3]に寄付を行い感謝状を贈呈される。
- 2020年（令和2年）1月 - 2025年プロジェクトの一環として株式会社船井総合研究所[4]の経営コンサルティングをスタートさせる。
- 2020年（令和2年）4月 - 新ウェブサイト「医療・がん保険.com」がリリース。
- 2020年（令和2年）5月 - 業務のデジタル化に伴いオンライン相談対応を開始。
- 2020年（令和2年）7月 - 経済産業省のDX推進施策に則り、オンラインセミナーを開始。
- 2021年（令和3年）1月 - 顧客サービス向上の一環として「お客様サポート」部門設立。
- 2021年（令和3年）8月 - 地域貢献の一環として福島市ホームページにて当社のバナーを設置し業務告知を始める。
- 2021年（令和3年）8月 - LINEビジネスを使いお客様向けサービス案内を開始。
- 2021年（令和3年）9月 - 地域貢献の一環として会津若松市「子育て基金」に寄付を行う。
- 2022年（令和4年）8月 - 本社社屋の竣工により研修施設とバックオフィス機能の充実化を図るのと同時にDXの推進を加速させる。 併せて5店舗目となる郡山本店を併設。
- 2023年（令和5年）7月 - SDGs行動宣言の公表
- 2023年（令和5年）7月 - 公式マスコットキャラクター「ホケミン」誕生

## 店舗情報
- 郡山本店 - 福島県郡山市東原2-118
- 郡山フェスタ店 - 福島県郡山市日和田町字小原1 日和田ショッピングモールフェスタ1階（2023年9月1日からリニューアル工事による休業）
- イオンタウン郡山市店 - 福島県郡山市松木町2-88 イオンタウンショッピングセンター内
- イオン福島店 - 福島県福島市南矢野目字西荒田50-17 イオン福島店1F
- ドン・キホーテ会津若松店（旧アピタ会津若松店） - 福島県会津若松市幕内南町9-10 MEGAドン・キホーテUNY会津若松店（旧アピタ会津若松店）

## 取扱保険会社

### 生命保険
- SOMPOひまわり生命保険株式会社
- オリックス生命保険株式会社
- メットライフ生命保険株式会社
- 東京海上日動あんしん生命保険株式会社
- 日本生命保険相互会社
- はなさく生命保険株式会社
- FWD生命保険株式会社
- 三井住友海上あいおい生命保険株式会社
- アフラック生命保険株式会社
- ソニー生命保険株式会社
- ジブラルタ生命保険株式会社
- アクサ生命保険株式会社
- エヌエヌ生命保険株式会社

### 損害保険
- 損害保険ジャパン株式会社
- 東京海上日動火災保険株式会社
- 三井住友海上火災保険株式会社
- セコム損害保険株式会社
- AIG損害保険株式会社
- セゾン自動車火災保険株式会社
- アイペット損害保険株式会社